# The Voice from the Sky

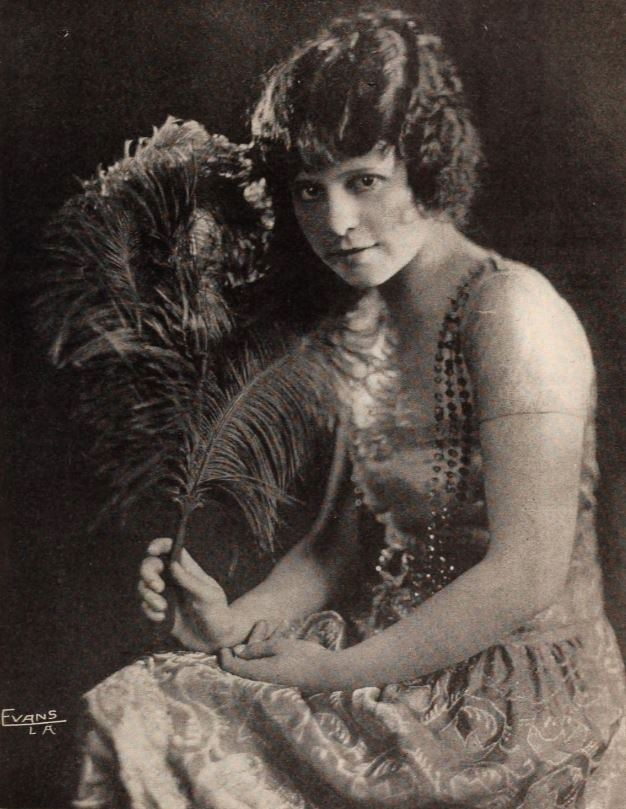
Neva Gerber, atriz do seriado

The Voice from the Sky é um seriado estadunidense de 1930, gênero Ficção Científica, dirigido por Ben F. Wilson, em 10 capítulos, estrelado por Wally Wales e Neva Gerber. O seriado foi a única produção da Ben Wilson Productions e foi distribuído pela G. Y. B. Productions e Hollywood Pictures Corporation, veiculando nos cinemas estadunidenses a partir de 1 de janeiro de 1930.
Este seriado chegou a ser considerado perdido, porém recentemente foi redescoberto e restaurado. Na época de seu lançamento, teve edições limitadas em locais como Sheboygan, em Wisconsin e Mason City, em Iowa, a partir de janeiro de 1930, portanto tem sido considerado o primeiro seriado com som completo, pois The Indians Are Coming, geralmente considerado o primeiro seriado totalmente sonorizado, só foi lançado em outubro de 1930.

## Sinopse
Um cientista enlouquecido, que intitula a si mesmo de The Voice from the Sky, transmite sua voz através de todo o globo e ameaça suspender toda a energia na atmosfera da terra e transformar o dia em noite, a menos que o mundo destrua imediatamente todas as armas e veículos de guerra. O U. S. Agente do serviço secreto Jack Deering é enviado para o Arizona para investigar, onde conhece a filha do cientista, Jean. A batalha de dez episódios se segue entre Deering, um espião do governo russo, um agente da Scotland Yard, e um misterioso "Man from Nowhere", que perseguem uns aos outros do Canadá para a Califórnia, na tentativa de adquirir o “segredo do ar”.

## Elenco
- Wally Wales - Jack Deering, U. S. Secret Service
- Neva Gerber (creditada Jean Delores) - Jean Lovell
- Robert D. Walker - Edgar Ballin
- J. P. Lockney - Geoffrey Mentor
- Al Haskell - 'Patch-Eye'
- Cliff Lyons - 'Humpy'
- John C. McCallum - J. C. Gates
- Merle Farris - Mrs. Deering
- The Man from Nowhere (uma misteriosa figura de preto)

## Capítulos
1. Doomed
2. The Cave of Horrors
3. The Man from Nowhere
4. Danger Ahead
5. Desperate Deeds
6. Trail of Vengeance
7. The Scarlet Scourge
8. Trapped by Fate
9. The Pit of Peril
10. Hearts of Steel